# Alan Seymour
Alan Seymour OAM (* 6. Juni 1927 in Perth, Western Australia; † 23. März 2015 in Sydney) war ein australischer Drehbuchautor.

## Wissenswertes
Seymour schrieb zwar seit 1960 Drehbücher, doch erst seine Adaption der „Chroniken von Narnia“, die er im Auftrag der BBC zwischen 1988 und 1990 übernahm, machte ihn bekannt.
Außerdem schrieb er für Enid Blytons „Fünf Freunde“ (1997).

## Auszeichnung
Seymour war 1991 für seine Arbeit an Die Chroniken von Narnia: Der silberne Sessel für den BAFTA Award zusammen mit Paul Stone und Alex Kirby nominiert, ging allerdings leer aus. Für seine Verdienste um die Kunst als Dramatiker und Autor von Drehbüchern, Fernsehdrehbüchern und Romanadaptionen wurde er 2007 mit der Medaille des Order of Australia ausgezeichnet.